# 2003 en littérature de science-fiction
En 2003 la littérature de science-fiction a été marquée par les événements suivants.

## Romans
- La Couronne des esclaves, roman de David Weber et d'Eric Flint
- Crépuscule d'acier, roman de Charles Stross
- Dans la dèche au royaume enchanté, roman de Cory Doctorow
- Le Dernier de son espèce, roman d'Andreas Eschbach
- Blind Lake, roman de Robert Charles Wilson
- Chien-de-la-lune, roman d'Erik L'Homme
- Villa Vortex, roman de Maurice G. Dantec
- Halo : Parasite, roman de William Dietz
- Halo : Opération First Strike, roman de Eric Nylund
- Identification des schémas, roman de William Gibson
- Ilium, roman de Dan Simmons
- Le Jihad butlérien, roman de Brian Herbert et de Kevin J. Anderson
- La Lignée du dragon, roman d'Anne McCaffrey
- La Mécanique du talion, roman de Laurent Genefort
- L'Œil du spad, roman d'Ayerdhal
- L'Œil du temps, roman d'Arthur C. Clarke et de Stephen Baxter
- Le temps n'est rien, roman d’Audrey Niffenegger

## Recueils de nouvelles ou anthologies

### Robert Silverberg
- Roma Æterna, cycle de nouvelles uchroniques  de Robert Silverberg
- Voile vers Byzance, recueil des meilleures nouvelles de Robert Silverberg (tome 3 des Nouvelles au fil du temps - nouvelles de 1981 à 1988)

### Maurice G. Dantec
- Périphériques, recueil de nouvelles et de textes de Maurice G. Dantec
- Dieu porte-t-il des lunettes noires ?, recueil de nouvelles et de textes de Maurice G. Dantec

### Autres
- Transfinite: The Essential A. E. van Vogt, recueil de nouvelles et de textes d'A. E. van Vogt
- Noirs complots, anthologie de quatorze nouvelles inédites, composée par Pierre Lagrange